# إدارة غرناطة
إدارة غرناطة (بالإسبانية: Departamento de Granada)‏(تلفظ بالإسبانية: ‎/ɡɾaˈnaða/‏) هي إحدى إدارات نيكاراغوا، عاصمتها هي غرناطة.

## جغرافيا
تقع الإدارة في غرب نيكاراغوا وتبلغ مساحتها 1,040 كم2، ويوجد فيها بعض السلاسل الجبلية مثل سيرو دي لا فلور، سيرو دي لاس أرديلاس، سيرو لاس بيدراس. ومناخ الإدارة يشبه مناخ السافانا الاستوائية، ويبلغ معدل هطول الأمطار بين 1200 و 1400 ملم.

### الموقع
تحدها الإدارات التالية:
- إدارة بواكو
- إدارة كارازو
- إدارة ماناغوا
- إدارة ريفاز
- إدارة مسايا

## ديموغرافيا
تحتل إدارة غرناطة المرتبة الحادية عشرة على المستوى الوطني ويبلغ عدد سكانها 212 ألف نسمة وفقًا لآخر التقديرات.
| التعداد التاريخي لإدارة غرناطة | التعداد التاريخي لإدارة غرناطة |
| السنة                          | عدد السكان                     |
| ------------------------------ | ------------------------------ |
| 1906                           | 28,093                         |
| 1920                           | 34,035                         |
| 1940                           | 38,497                         |
| 1950                           | 48,732                         |
| 1963                           | 65,643                         |
| 1971                           | 71,101                         |
| 1995                           | 155,683                        |
| 2005                           | 168,186                        |
| 2019                           | 212,663                        |

## التقسيم الإداري
تنقسم إدارة غرناطة إدارياً إلى أربع بلديات:
| البلدية | المساحة | تعداد السكان 1995 | تعداد السكان 2005 | تعداد السكان 2019 |
| ------- | ------- | ----------------- | ----------------- | ----------------- |
| ديريا   | 25 كم²  | 6,075 نسمة        | 6,375 نسمة        | 7,200 نسمة        |
| ديريومو | 50 كم²  | 20,102 نسمة       | 22,352 نسمة       | 33,189 نسمة       |
| غرناطة  | 592 كم² | 96,996 نسمة       | 105,171 نسمة      | 131,018 نسمة      |
| ناندايم | 372 كم² | 32,510 نسمة       | 34,288 نسمة       | 41,256 نسمة       |